# Vaupoisson
Vaupoisson est une commune située dans le département de l'Aube en région Grand Est.
Ses habitants sont appelés les Vaupoissonnais.

## Géographie
|                       | Vinets     | Isle-Aubigny |
| Saint-Nabord-sur-Aube | Vaupoisson |              |
| Mesnil-la-Comtesse    | Voué       | Ortillon     |

Sur un cadastre du XIXe siècle (entre 1833 & 37) se trouvent au territoire : le Calvaire, Coperet, le Bac, le gué de la Croix, Croquant, Furtiblemont, l'Huilerie, Marveillon, la Motte, le Moulin-à-vent, la Voie-Saunière.

### Toponymie
La première trace écrite du nom du village remonte à 1104 (dans la charte du prieuré de Ramerupt) sous le nom de Vadum Passonis (qui en latin veut dire le gué où l’on passe). La seconde trace remonte à 1118 (charte de Philippe de Pont, évêque de Troyes).
Durant les siècles suivants, le nom du village a beaucoup évolué :
- Vadipasson
- Guepassum
- Vadepasson
- We Parsont
- Vadum Passionis
- Vadipassonis
- Valilz passiem
- Vaupoisson
- Voepasson ou Woépoisson[1]
- Vadopassa
- Voipasson
- Veopasson
- Vipasson
- Voix poisson
- Ozanne-la-Belle  (pendant la Révolution)
- Vaupoissons
- Vaupoisson

## Histoire
L'habitation du lieu remonte au moins aux Romains avec l'attestation d'un temple dédié à Apollon.
Le fief dépendait de la baronnie de Ramerupt don le baron était le principal seigneur.
De 1646 à 1656, la  guerre de Trente Ans puis la Fronde fait que les habitants ont souffert du passage des gens de guerre : le village fut incendié par eux en 1647 et 1653. Avant 1647 il y avait 90 maison, en 1647 on comptait encore 40 tandis qu'en 1656 on n’en voit plus que 10 à 12.

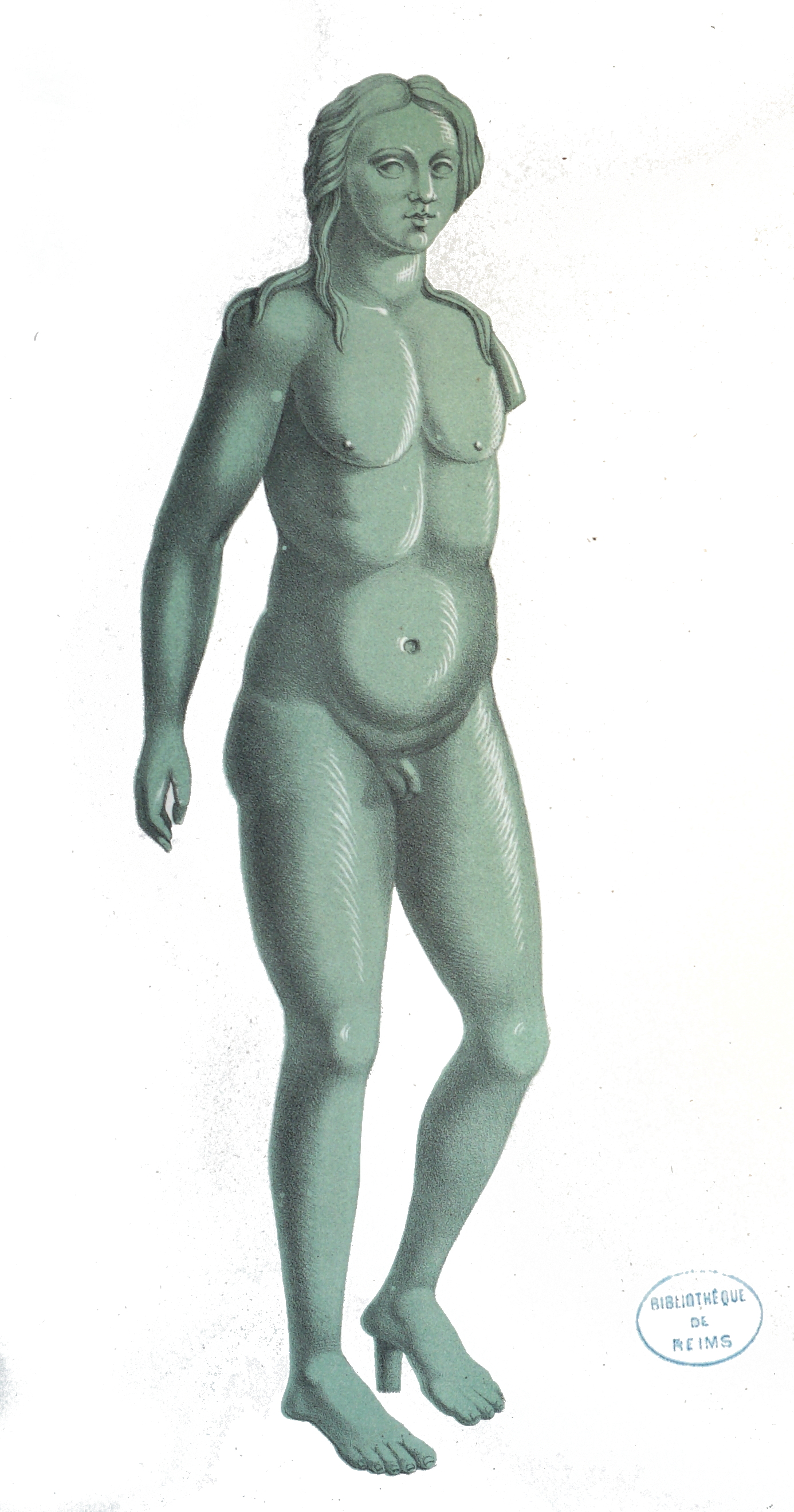
Apollon de Vaupoisson.

En 1789, le village dépendait de l'intendance  et de la généralité de Châlons, de l'élection de Troyes et du bailliage de Chaumont.
En 1813, un agriculteur a découvert une statue d'Apollon, en bronze, haute de 1,10 m. Elle provenait d’un temple dédié à ce dieu à proximité d’une villa gallo-romaine dont on a retrouvé des traces durant des fouilles archéologiques quelques années plus tard. Le bras manquant de la statue et la partie supérieure de la tête, ceinte d’une couronne de laurier, avaient été trouvés quelques années avant et auraient été vendues à un ferrailleur. La statue est aujourd'hui conservée au musée de Troyes.
En 1870, le village fut occupé pendant 15 jours par les troupes prussiennes. Durant la Seconde Guerre mondiale, Vaupoisson fut occupée par les Allemands pendant plus de quatre ans. Lors de l’exode de juin 1940, les habitants de Vaupoisson apeurés regroupèrent leurs biens les plus précieux et prirent le chemin qui les conduisait jusqu’à Châtillon-sur-Seine en Côte-d'Or.

### Hydrographie
La commune est dans la région hydrographique « la Seine de sa source au confluent de l'Oise (exclu) » au sein du bassin Seine-Normandie. Elle est drainée par l'Aube,.
L'Aube, d'une longueur de 249 km, prend sa source dans la commune d'Auberive et se jette  dans la Seine à Marcilly-sur-Seine, après avoir traversé 82 communes. 

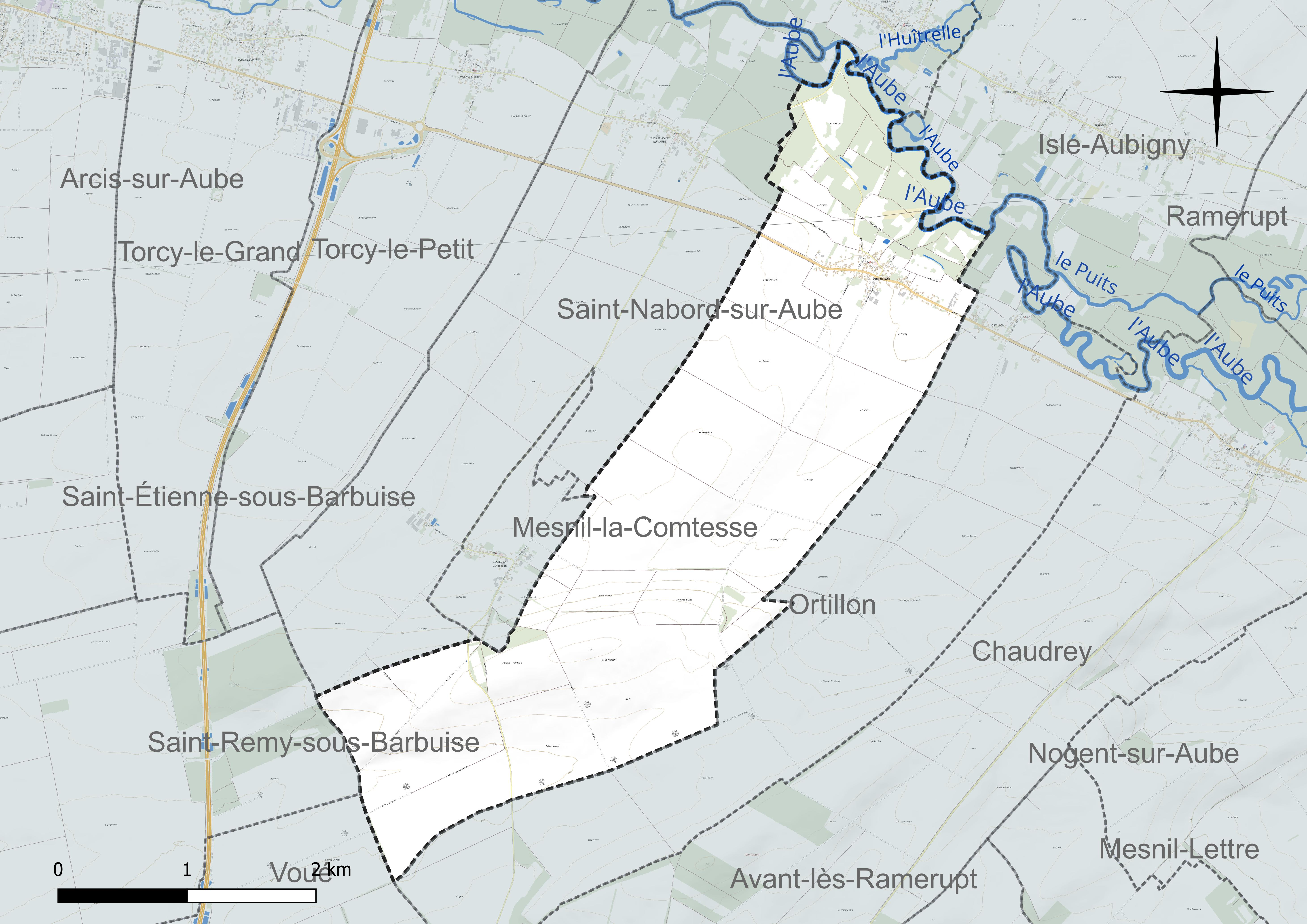
Réseau hydrographique de Vaupoisson.

### Climat
Pour des articles plus généraux, voir Climat du Grand Est et Climat de l'Aube.
En 2010, le climat de la commune est de type climat océanique dégradé des plaines du Centre et du Nord, selon une étude du Centre national de la recherche scientifique s'appuyant sur une série de données couvrant la période 1971-2000. En 2020, Météo-France publie une typologie des climats de la France métropolitaine dans laquelle la commune est exposée à un climat océanique altéré et est dans la région climatique  Nord-est du bassin Parisien, caractérisée par un ensoleillement médiocre, une pluviométrie moyenne régulièrement répartie au cours de l’année et un hiver froid (3 °C). 
Pour la période 1971-2000, la température annuelle moyenne est de 10,6 °C, avec une amplitude thermique annuelle de 15,8 °C. Le cumul annuel moyen de précipitations est de 698 mm, avec 11,6 jours de précipitations en janvier et 7,8 jours en juillet. Pour la période 1991-2020, la température moyenne annuelle observée sur la station météorologique de Météo-France la plus proche, « Dosnon », sur la commune de Dosnon à 11 km à vol d'oiseau, est de 11,0 °C et le cumul annuel moyen de précipitations est de 698,3 mm. 
La température maximale relevée sur cette station est de 41,6 °C, atteinte le 25 juillet 2019 ; la température minimale est de −25,8 °C, atteinte le 14 février 1956,,. 
Les paramètres climatiques de la commune ont été estimés pour le milieu du siècle (2041-2070) selon différents scénarios d'émission de gaz à effet de serre à partir des nouvelles projections climatiques de référence DRIAS-2020. Ils sont consultables sur un site dédié publié par Météo-France en novembre 2022.

## Urbanisme

### Typologie
Au 1er janvier 2024, Vaupoisson est catégorisée commune rurale à habitat dispersé, selon la nouvelle grille communale de densité à 7 niveaux définie par l'Insee en 2022.
Elle est située hors unité urbaine. Par ailleurs la commune fait partie de l'aire d'attraction de Troyes, dont elle est une commune de la couronne,. Cette aire, qui regroupe 209 communes, est catégorisée dans les aires de 200 000 à moins de 700 000 habitants,.

### Occupation des sols
L'occupation des sols de la commune, telle qu'elle ressort de la base de données européenne d’occupation biophysique des sols Corine Land Cover (CLC), est marquée par l'importance des territoires agricoles (85,9 % en 2018), une proportion sensiblement équivalente à celle de 1990 (85,8 %). La répartition détaillée en 2018 est la suivante : 
terres arables (85,8 %), forêts (11,6 %), zones urbanisées (2,5 %), zones agricoles hétérogènes (0,1 %). L'évolution de l’occupation des sols de la commune et de ses infrastructures peut être observée sur les différentes représentations cartographiques du territoire : la carte de Cassini (XVIIIe siècle), la carte d'état-major (1820-1866) et les cartes ou photos aériennes de l'IGN pour la période actuelle (1950 à aujourd'hui).

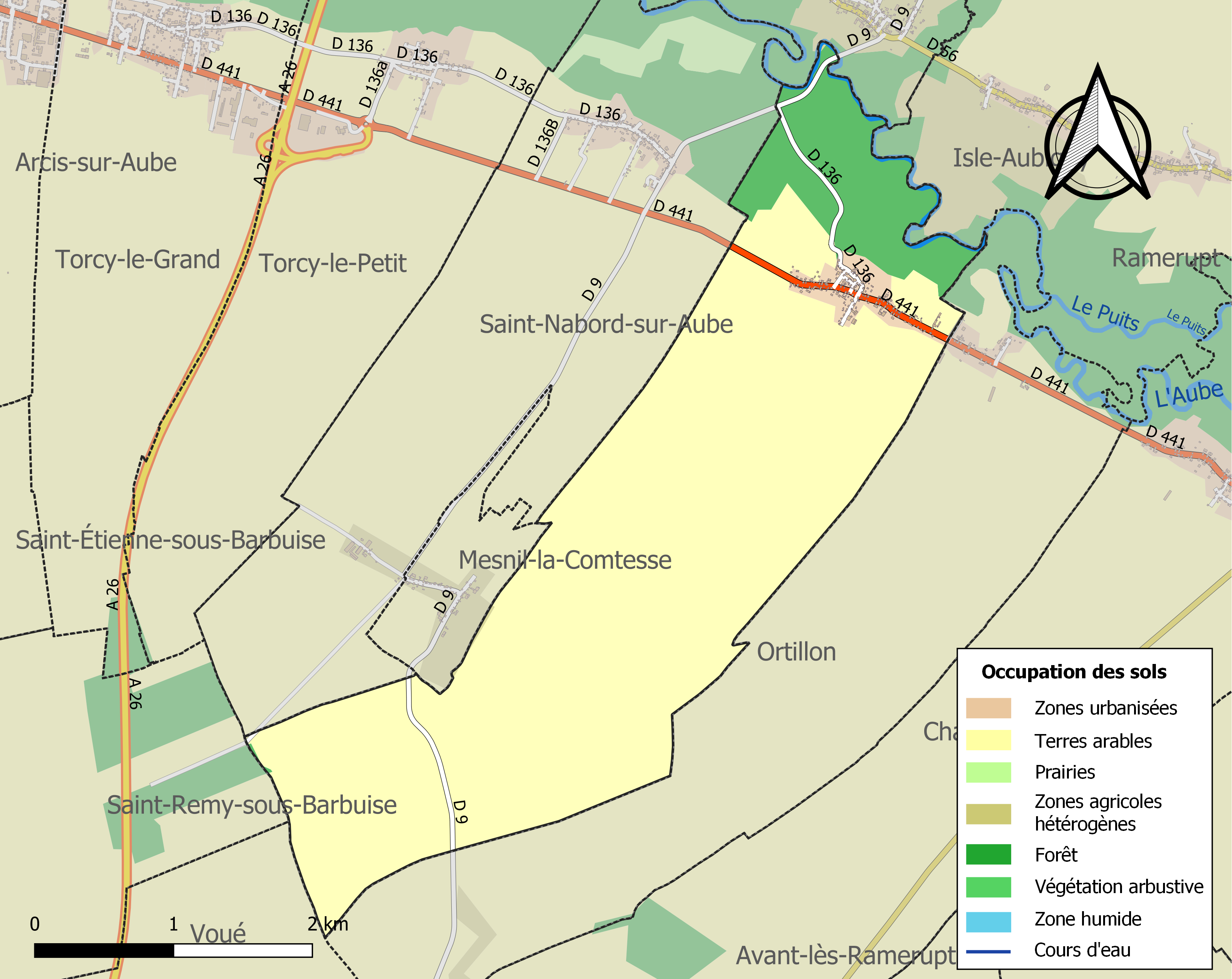
Carte des infrastructures et de l'occupation des sols de la commune en 2018 (CLC).

## Politique et administration
| Période                                  | Période   | Identité           | Étiquette | Qualité                    |
| ---------------------------------------- | --------- | ------------------ | --------- | -------------------------- |
| 1947                                     | 1949      | Louis Robin        |           |                            |
| 1949                                     | 1955      | Paul Rocher        |           |                            |
| 1955                                     | 1983      | Marius Mauclaire   |           |                            |
| 1983                                     | 1995      | Pierre Francoz     |           |                            |
| 1995                                     | mars 2008 | Claude Lepage      |           |                            |
| mars 2008                                | 2014      | Françoise Lelievre |           |                            |
| mars 2014                                | En cours  | Denis Mauclaire    | DVD       | Agent général d'assurances |
| Les données manquantes sont à compléter. |           |                    |           |                            |

## Démographie

### Évolution démographique
L'évolution du nombre d'habitants est connue à travers les recensements de la population effectués dans la commune depuis 1793. Pour les communes de moins de 10 000 habitants, une enquête de recensement portant sur toute la population est réalisée tous les cinq ans, les populations de référence des années intermédiaires étant quant à elles estimées par interpolation ou extrapolation. Pour la commune, le premier recensement exhaustif entrant dans le cadre du nouveau dispositif a été réalisé en 2007.

En 2022, la commune comptait 127 habitants, en évolution de +3,25 % par rapport à 2016 (Aube : +0,7 %, France hors Mayotte : +2,11 %).
| 1793 | 1800 | 1806 | 1821 | 1831 | 1836 | 1841 | 1846 | 1851 |
| ---- | ---- | ---- | ---- | ---- | ---- | ---- | ---- | ---- |
| 322  | 331  | 353  | 324  | 342  | 375  | 359  | 346  | 351  |

| 1856 | 1861 | 1866 | 1872 | 1876 | 1881 | 1886 | 1891 | 1896 |
| ---- | ---- | ---- | ---- | ---- | ---- | ---- | ---- | ---- |
| 323  | 327  | 300  | 262  | 264  | 252  | 270  | 260  | 237  |

| 1901 | 1906 | 1911 | 1921 | 1926 | 1931 | 1936 | 1946 | 1954 |
| ---- | ---- | ---- | ---- | ---- | ---- | ---- | ---- | ---- |
| 228  | 199  | 192  | 156  | 151  | 159  | 153  | 141  | 142  |

| 1962 | 1968 | 1975 | 1982 | 1990 | 1999 | 2006 | 2007 | 2012 |
| ---- | ---- | ---- | ---- | ---- | ---- | ---- | ---- | ---- |
| 145  | 152  | 146  | 133  | 151  | 139  | 143  | 144  | 137  |

| 2017 | 2022 | - | - | - | - | - | - | - |
| ---- | ---- | - | - | - | - | - | - | - |
| 120  | 127  | - | - | - | - | - | - | - |

### Pyramide des âges
La population de la commune est relativement âgée.
En 2018, le taux de personnes d'un âge inférieur à 30 ans s'élève à 18,3 %, soit en dessous de la moyenne départementale (35,2 %). À l'inverse, le taux de personnes d'âge supérieur à 60 ans est de 44,2 % la même année, alors qu'il est de 27,7 % au niveau départemental.
En 2018, la commune comptait 67 hommes pour 52 femmes, soit un taux de 56,3 % d'hommes, largement supérieur au taux départemental (48,59 %).
Les pyramides des âges de la commune et du département s'établissent comme suit.
| Hommes | Classe d’âge | Femmes |
| ------ | ------------ | ------ |
| 4,4    | 90 ou +      | 5,8    |
| 11,8   | 75-89 ans    | 13,5   |
| 22,1   | 60-74 ans    | 32,7   |
| 29,4   | 45-59 ans    | 23,1   |
| 13,2   | 30-44 ans    | 7,7    |
| 7,4    | 15-29 ans    | 13,5   |
| 11,8   | 0-14 ans     | 3,8    |

| Hommes | Classe d’âge | Femmes |
| ------ | ------------ | ------ |
| 0,8    | 90 ou +      | 2,1    |
| 7,4    | 75-89 ans    | 10,2   |
| 17,4   | 60-74 ans    | 18,4   |
| 19,4   | 45-59 ans    | 19     |
| 17,8   | 30-44 ans    | 17,3   |
| 18,3   | 15-29 ans    | 15,9   |
| 19     | 0-14 ans     | 17,1   |

## Lieux et monuments

### L’église Sainte-Tanche
Datant du XIIe siècle et dédiée à sainte Tanche, elle possède un plan en forme de croix latine, un nef, une abside à cinq pans, voûtée, percée de trois fenêtres du XVIIIe siècle, un transept voûté, deux travées, deux collatéraux et un clocher central en bois, dont une cloche date de l’An IV.
À l’intérieur, sur le pilier de gauche on y trouve une statue en terre cuite (classée monument historique) du martyre de sainte Tanche (patronne de l’église) et sur le pilier de droite une statue d’un évêque remettant un livre à saint Vincent (patron de Vaupoisson).

### Autres lieux et monuments
- Le monument aux morts ;
- La statue de saint Vincent sur le coteau : saint patron du village et des vignerons (il y a eu plus de 100 ha de vignes à Vaupoisson jusqu’à l’arrivée du phylloxéra avant la Première Guerre mondiale ;
- Le Mémorial du Vigneron ou Colonne à Robin en mémoire de Frédéric Robin, viticulteur à Vaupoisson et récompensé à l’Exposition universelle de Paris en 1889 pour ses techniques de culture de la vigne ;
- La croix Chamois : en mémoire de M. Chamois, un chasseur qui s’est fait tuer à la chasse ;
- Les croix de chemin que l’on trouve à chacune des cinq entrées du village.

Le Musée des Beaux-Arts de Troyes exposent deux œuvres d’art provenant de Vaupoisson :  
- la statue d’Apollon au musée Saint-Loup ;
- la Vierge de Vaupoisson au Musée de Vauluisant.

## Manifestations et festivités culturelles
Liste non exhaustive des principales manifestations culturelles et des festivités du village :
- Les concours de belote
- Le vide greniers
- La fête à Vaupoisson
- Le carnaval des écoles
- Les roulées des pompiers
- La fête de Saint Vincent
- Le méchoui

## Héraldique
| Blason de Vaupoisson | Blason  | Tiercé en pairle renversé : au 1er d'azur à la bande d'argent côtoyée de deux doubles cotices potencées et contre-potencées, au 2e d'argent au lion de gueules armé, lampassé et couronné d'or, au 3e de sinople à l'épée basse d'argent garnie d'or et à la grappe de raisin pamprée du même brochant sur la lame de l'épée. |
| Blason de Vaupoisson | Détails | Le statut officiel du blason reste à déterminer. |